# Ириней (Дувля)
Мона́х Ириней (англ. Monk Irineu, в миру Йо́ан Ду́вля, рум. Ioan Duvlea; 19 апреля 1962, Алба-Юлия) — монах Православной церкви в Америке, бывший епископ Диарборн-Хайтский, викарий Румынской епископии, лишённый сана.

## Биография
Родился 19 апреля 1962 года в городе Алба-Юлия, Трансильвания, Румыния, в семье Йоана и Аврелии Дувля.
В 1980 году, чувствуя призвание к монашеству, поступил в Монастырь Брынковяну в Сымбэта-де-Сус, жудец Брашов. В 1981 году поступил в духовную семинарию в Клуж-Напоке. В дополнение к его монастырским послушаниям, ему было поручено нести физическую и духовную заботу о митрополите Николае (Младине), который после выхода на покой в 1981 году жил в Монастыре Брынковяну до своей смерти в 1986 году.
3 мая 1983 года митрополитом Хельсинкским Иоанном (Ринне) был рукоположен в сан диакона. 24 мая 1983 года епископом Фэгэрашским Лукианом (Флорей) был пострижен в монашество с наречением имени Ириней. 17 ноября 1984 года в Сибиуском митрополичьем соборе был рукоположен в сан иеромонаха митрополитом Трансильванским Антонием (Плэмэдялэ).
В 1987 году окончил духовную семинарию в Клуж-Напоке, после чего поступил на богословский факультет им. Андрея Шагуны в Сибиу.
15 августа 1988 года митрополит Антоний (Плэмэдялэ) наградил его саном протосинкелла.
В 1991 году окончил богословский факультет им. Андрея Шагуны в Сибиу, защитив дипломную работу дипломной работы «Правила организации и функционирования монастырей в Румынской Православной Церкви».
1 января 1993 года был назначен игуменом Монастыря Брынковяну. 15 августа 1993 года был возведён в сан архимандрита по случаю освящения монастыря Брынковяну во время совместного богослужения там патриарха Константинопольского Варфоломея и Патриарха Румынского Феоктиста, получил от патриарха Варфоломея патриарший крест.
В том же году назначен благочинным («экзархом») окружных обителей — 15 монастырей и 10 скитов. В этом качестве он обязался посещать эти монастыри не реже одного раза в месяц. Во время посещений он должен был изучить порядок и духовную жизнь монастырей. Там, где было установлено, что были отклонения от надлежащего состояния, Экзарх Ириней, от имени митрополита Трансильванского, и в сотрудничестве с властями Митрополитанского центра, должен был усердно трудиться, чтобы решить проблемы монастырей, находившихся в его попечении. Будучи настоятелем Брынковянского монастыря и благочинным монастырей, постриг 30 монахов и 15 монахинь, совершил поставления настоятелей в большинстве монастырей Сибиуской архиепископии.
Принимал в обители патриарха Константинопольского Варфоломея, патриарха Александрийского Парфения, патриарха Антиохийского Игнатия, патриарха Сербского Павла и патриарха Болгарского Максима, архиепископа Детройтского Нафанаила (Поппа), митрополита Мексиканского Антония (Шедрауи) и архиепископа Иоанна (Ринне), румынского короля Михая, президента Румынии и многочисленных премьер-министров.
Совершил два паломничества на Афон, а в 1998 году посетил монастыри Болгарии и Греции и поклонился мощам святителя Николая в Бари, Италия.
24 сентября 2000 года Священный Синод Румынской православной церкви наградил архимандрита Иринея правом ношения митры.
Предстоятель Румынской епископии в составе Православной церкви в Америке архиепископ Детройтский Нафанаил (Попп) в конце 1990-х создал Центр православных исследований в Андреевском доме в Детройте и желал основать при нём монашескую общину. 23 февраля 2001 года архимандриту Иринею с группой румынских монахов был дан канонический отпуст для перехода в ведение ПЦА и устроения Вознесенской монашеской общины при Детройтском центре. Архимандрит Ириней стал настоятелем новой обители и усердно трудился для окормления нужд как румынской диаспоры, так и всего православного населения Большого Детройта и Среднего Запада США.
Весной 2002 года архиепископ Нафанаил назначил комиссию для рассмотрения квалифицированных кандидатов на должность вспомогательного епископа. Члены комиссии рекомендовали архимандрита Иринея собранию Румынской епископии. 28 апреля 2002 года архиепископ Нафанаил и члены Собора созвали специальное избирательное заседание в Ватра-Ромынескэ во время ежегодного церковного съезда, на котором почти 120 делегатов проголосовали за то, чтобы представить имя архимандрита Иринея Священному Синоду ПЦА для канонического избрания. 24 июля 2002 года на специальном заседании Священного Синода ПЦА официально избрал архимандрита Иринея викарием архиепископа Детройтского Нафанаила с титулом «Дирборн-Хайтский» по названию города Дирборн-Хайтс, штат Мичиган.
2 ноября 2002 года в Георгиевском соборе в Саутфилде, штат Мичиган, состоялась его епископская хиротония, которую совершили: митрополит всей Америки и Канады Герман (Свайко), митрополита Среднезападного Христофор (Ковачевич) (Сербская православная церковь), архиепископ Питтсбургский и Западно-Пенсильванский Кирилл (Йончев), архиепископ Детройтский Нафанаил (Попп), архиепископ Румынской епархии США и Канады Николай (Кондря) (Румынская православная церковь), епископ Оттавский и Канадский Серафим (Сторхейм), епископ Габальский Димитрий (Хури) (Антиохийская православная церковь) и епископ Балтиморский Никон (Лайолин).
21 июня 2017 года Синодальный суд Православной церкви в Америке, заседавший в Димитриевском храме в Джэксоне, штат Мичиган, заслушав ряд обвинений против епископа Иринея, лишил его священного сана и низвёл в состояние монаха в связи с допущенными каноническими нарушениями. 27 июня того же года, в своём архипастырском послании по этому поводу к Румынской епископии, предстоятель ПЦА, митрополит Вашингтонский и всея Америки Тихон, заявил что «подробности, которые привели к созыву Синодального суда, являются конфиденциальными и не будут обнародованы. Священный Синод принял это решение с большой скорбью, но с убеждением, что это было необходимое действие как для спасения ныне монаха Иринея, так и для сохранения благого порядка и стабильности паствы Христовой».
Вместе с двумя иными священниками подал апелляцию Константинопольскому патриарху Варфоломею, но Священным синодом Константинопольской церкви на заседании от 25-26 апреля 2023 года, с «учётом соответствующего доклада канонического комитета и после тщательного изучения дел было единогласно принято решение о продолжении наложенных на них церковных прещений».